# Kakodyl
Kakodyl – arsenoorganiczny związek chemiczny o zapachu czosnku i oleistej konsystencji. Jest trujący, łatwopalny i trudno rozpuszczalny w wodzie. Kakodyl zapala się samorzutnie w kontakcie z tlenem zawartym w suchym powietrzu. Nazwę kakodyl (z gr. κακώδης, kakodes – „śmierdzący”) nadał Jöns Jacob Berzelius rodnikowi dimetyloarsynylowemu (CH3)2As.

## Otrzymywanie
Tlenek kakodylu powstaje w reakcji octanu potasu z trójtlenkiem arsenu:
4CH3CO2K + As2O3 → [As(CH3)2]2O+ 2K2CO3 + 2CO2
Późniejsza redukcja lub dysproporcjonacja obniżają wydajność reakcji, gdyż tworzy się kilka innych metylopochodnych arsenu.
Czystszy produkt otrzymuje się w reakcji dimetylochloroarsyny z dimetyloarsyną (drugi produkt, gazowy chlorowodór, opuszcza środowisko reakcji):
As(CH3)2Cl + As(CH3)2H → As2(CH3)4 + HCl